# Allah n'est pas obligé
Allah n'est pas obligé (Nederlands: Allah is niet verplicht) is een roman van de Ivoriaanse auteur Ahmadou Kourouma, gepubliceerd op 12 augustus 2000 bij de uitgeverij Seuil. Het ontving hetzelfde jaar de Prix Renaudot, en tevens de Prix Goncourt des lycéens en de Amerigo-Vespucci-prijs.

## Titel
De titel is een verkorting van wat op de laatste pagina van het boek is geschreven: "Allah n'est pas obligé d'être juste dans toutes ses choses ici-bas." In het Nederlands: "Allah is niet verplicht rechtvaardig te zijn in alle gevallen hier beneden."

## Samenvatting
Birahima is tien of twaalf jaar (zijn oma zei twee jaar geleden dat hij 8 was, zijn moeder zei toen 10) en woont in Togobala in Ivoorkust. Hij is een jongetje van de straat, zoals hij ook zelf zegt: "un enfant de la rue sans peur ni reproche", ofwel "een kind van de straat zonder angst en zonder verwijt". 
Na de dood van zijn moeder adviseert men dat hij op zoek moet naar zijn tante in Liberia. Niemand gaat met hem mee, behalve Yacouba. Hij is de schurk en degene die bankbiljetten namaakt. Ook is hij een "féticheur". Ze gaan op weg naar het land waar Birahima's tante woont en al snel belanden ze in geweldsconflicten. Birahima wordt kindsoldaat en dit brengt drugs, moord en verkrachting met zich mee. Yacouba heeft minder problemen bij de gelovige schurken, omdat hij er als féticheur bezig is. Birahima en Yacouba doorkruizen Guinee, Sierra Leone, Liberia en Ivoorkust.

## Ontstaan boek
Volgens de onderzoekster Christiane Ndiaye 'heeft Ahmadou Kourouma zijn boek geschreven op verzoek van kinderen op scholen in Djibouti, een kleine staat in Oost-Afrika bij de Golf van Aden bij de uitmonding van de Rode Zee, een zeer strategische locatie. Vanuit pedagogisch oogpunt heeft Ahmadou Kourouma hun vooral een politieke boodschap geleverd. "Wanneer men zegt dat er een oorlog is tussen stammen in een land, dan betekent dat dat schurken zich door het land hebben verspreid. Ze hebben rijkdom, grondgebieden en mensen verdeeld. Iedereen laat ze ongehinderd onschuldige mensen, kinderen en vrouwen vermoorden." 
In een gesprek met L'Humanité vertelde Ahmadou Kourouma: 

Het is me eigenlijk opgelegd door de kinderen. Toen ik in Ethiopië was heb ik een conferentie over kindsoldaten bijgewoond. Ik heb er een paar ontmoet die uit Somalië komen. Een paar van hen hadden hun ouders verloren, en ze hebben mij gevraagd om iets te schrijven over wat zij hadden meegemaakt, over de stammenoorlog. Ze maakten er een heel ding van! Omdat ik niet kon schrijven over stammenoorlogen in Oost-Afrika aangezien ik er niet veel van weet, en er een stammenoorlog plaatsvond dicht bij huis, heb ik geschreven over Liberia en Sierra Leone.
— Ahmadou Kourouma